# 塔拉斯區 (哈薩克斯坦)

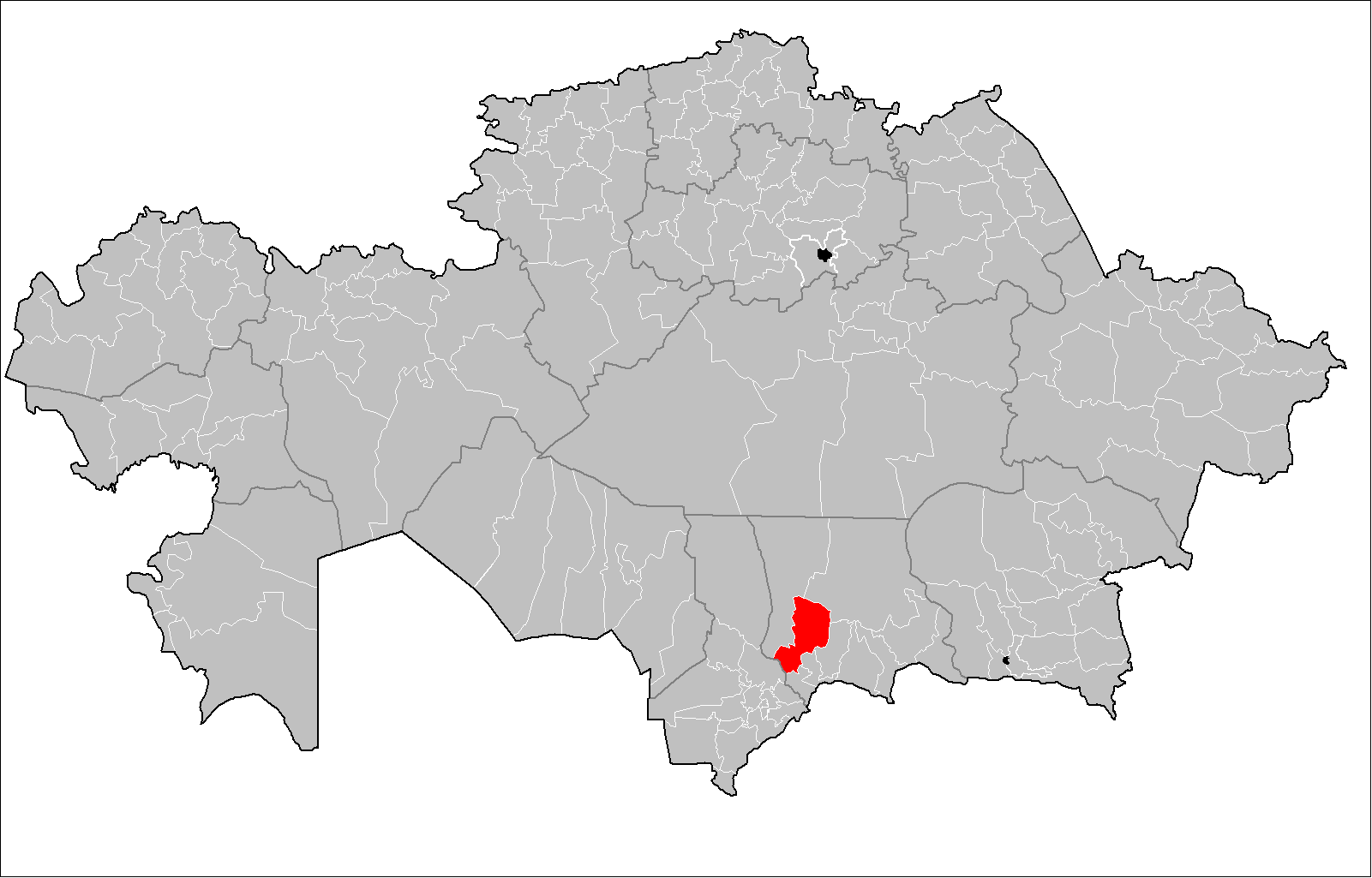

塔拉斯區是哈薩克斯坦的行政區，位於該國南部，由江布爾州負責管轄，首府設於卡拉套，始建於1928年，面積約12,200平方公里，2019年人口55,117。